# Stazione di Ōishida
La Stazione di Ōishida (大石田駅?, Ōishida-eki) è una stazione ferroviaria di Ōishida, nella prefettura di Yamagata nella regione del Tōhoku.

## Linee
- East Japan Railway Company
  - ■ Yamagata Shinkansen
  - ■ Linea principale Ōu